# 唄う陸戦隊
『唄う陸戦隊』(うたうりくせんたい、英語: The Singing Marine) は、1937年のアメリカ合衆国のミュージカル映画。
レイ・エンライトとバスビー・バークレーが監督し、ディック・パウエルが主演した。
1934年の『お姫様大行進』での陸軍兵役、1935年の『海行かば』での海軍兵役に続き、パウエルにとってワーナー・ブラザースにおける兵隊三部作の最後の作品となった。バスビー・バークレー演出のミュージカル・シーンにより、前二作とは異なる趣となっている。

## キャスト
- ロバート・ブレント兵：ディック・パウエル
- ペギー・ランドール：ドリス・ウエストン
- スリム・バクスター伍長：リー・ディクソン
- イニーアス・フィニー/クラリッサ：ヒュー・ハーバート
- マ・マリン：ジェーン・ダーウェル
- マイク・ケリー軍曹：アレン・ジェンキンス
- 本人役：ラリー・アドラー
- ヘレン・ヤング：マーシャ・ラルストン
- ドーピー：ギニン・ウィリアムズ
- ダイアン：ヴェダ・アン・ボルグ
- ジョーン：ジェーン・ワイマン
- J・モンゴメリー・マディソン：バートン・チャーチル
- サム：エディ・エイカフ
- スキナー大尉：ヘンリー・オニール
- フェリックス・フォウラー：アディソン・リチャーズ
- ワード・ボンド、リチャード・ロー、ドク・ロックウェル(クレジット無し)